# Горичани (Чачак)
Горичани је шумадијско насеље у долини Западног поморавља у Србији у општини Чачак у Моравичком округу. Према попису из 2022. било је 583 становника.
Овде се налази Црква Светог цара Константина и царице Јелене у Горичанима.

## Демографија
У насељу Горичани живи 625 пунолетних становника, а просечна старост становништва износи 43,0 година (41,2 код мушкараца и 44,8 код жена). У насељу има 250 домаћинстава, а просечан број чланова по домаћинству је 3,12.
Ово насеље је великим делом насељено Србима (према попису из 2002. године), а у последња три пописа, примећен је пад у броју становника.
|  |

| Демографија | Демографија | Демографија |
| Година      | Становника  | Становника  |
| ----------- | ----------- | ----------- |
| 1948.       | 907         |             |
| 1953.       | 980         |             |
| 1961.       | 974         |             |
| 1971.       | 970         |             |
| 1981.       | 928         |             |
| 1991.       | 879         | 875         |
| 2002.       | 780         | 800         |
| 2011.       | 698         |             |

| Етнички састав према попису из 2002.‍ | Етнички састав према попису из 2002.‍ | Етнички састав према попису из 2002.‍ | Етнички састав према попису из 2002.‍ | Етнички састав према попису из 2002.‍ |
| ------------------------------------ | ------------------------------------ | ------------------------------------ | ------------------------------------ | ------------------------------------ |
|                                      |                                      |                                      |                                      |                                      |
| Срби                                 | Срби                                 |                                      | 765                                  | 98,07%                               |
| Роми                                 | Роми                                 |                                      | 7                                    | 0,89%                                |
| Црногорци                            | Црногорци                            |                                      | 2                                    | 0,25%                                |
| непознато                            | непознато                            |                                      | 1                                    | 0,12%                                |

| Година пописа     | 1948. | 1953. | 1961. | 1971. | 1981. | 1991. | 2002. |
| ----------------- | ----- | ----- | ----- | ----- | ----- | ----- | ----- |
| Број домаћинстава | 184   | 199   | 253   | 266   | 266   | 268   | 250   |

| Број чланова      | 1  | 2  | 3  | 4  | 5  | 6  | 7 | 8 | 9 | 10 и више | Просек |
| ----------------- | -- | -- | -- | -- | -- | -- | - | - | - | --------- | ------ |
| Број домаћинстава | 51 | 70 | 28 | 47 | 22 | 23 | 6 | 1 | 1 | 1         | 3,12   |

| Пол    | Укупно | Неожењен/Неудата | Ожењен/Удата | Удовац/Удовица | Разведен/Разведена | Непознато |
| ------ | ------ | ---------------- | ------------ | -------------- | ------------------ | --------- |
| Мушки  | 309    | 71               | 207          | 22             | 9                  | 0         |
| Женски | 337    | 49               | 206          | 71             | 9                  | 2         |
| УКУПНО | 646    | 120              | 413          | 93             | 18                 | 2         |

| Пол    | Укупно                    | Пољопривреда, лов и шумарство | Рибарство                            | Вађење руде и камена | Прерађивачка индустрија       |
| ------ | ------------------------- | ----------------------------- | ------------------------------------ | -------------------- | ----------------------------- |
| Мушки  | 185                       | 90                            | 0                                    | 0                    | 50                            |
| Женски | 100                       | 54                            | 0                                    | 1                    | 8                             |
| УКУПНО | 285                       | 144                           | 0                                    | 1                    | 58                            |
| Пол    | Производња и снабдевање   | Грађевинарство                | Трговина                             | Хотели и ресторани   | Саобраћај, складиштење и везе |
| Мушки  | 0                         | 6                             | 14                                   | 4                    | 11                            |
| Женски | 1                         | 0                             | 14                                   | 2                    | 3                             |
| УКУПНО | 1                         | 6                             | 28                                   | 6                    | 14                            |
| Пол    | Финансијско посредовање   | Некретнине                    | Државна управа и одбрана             | Образовање           | Здравствени и социјални рад   |
| Мушки  | 0                         | 0                             | 2                                    | 0                    | 3                             |
| Женски | 0                         | 1                             | 2                                    | 0                    | 11                            |
| УКУПНО | 0                         | 1                             | 4                                    | 0                    | 14                            |
| Пол    | Остале услужне активности | Приватна домаћинства          | Екстериторијалне организације и тела | Непознато            | Непознато                     |
| Мушки  | 4                         | 0                             | 0                                    | 1                    | 1                             |
| Женски | 3                         | 0                             | 0                                    | 0                    | 0                             |
| УКУПНО | 7                         | 0                             | 0                                    | 1                    | 1                             |